# Chapitres de Paix
Les Chapitres de paix (« Capitula Pacis ») sont une série de traités conclus entre le comte de Provence Charles Ier d'Anjou et la commune de Marseille en 1252 et 1257, après la conquête de la ville.
Charles d'Anjou, qui vient de monter sur le trône de Provence, conquiert Marseille et des accords sont trouvés avec la ville pour en modifier les Statuts et instaurer une « domination consentie » des Seigneurs angevins sur Marseille.

## Contexte

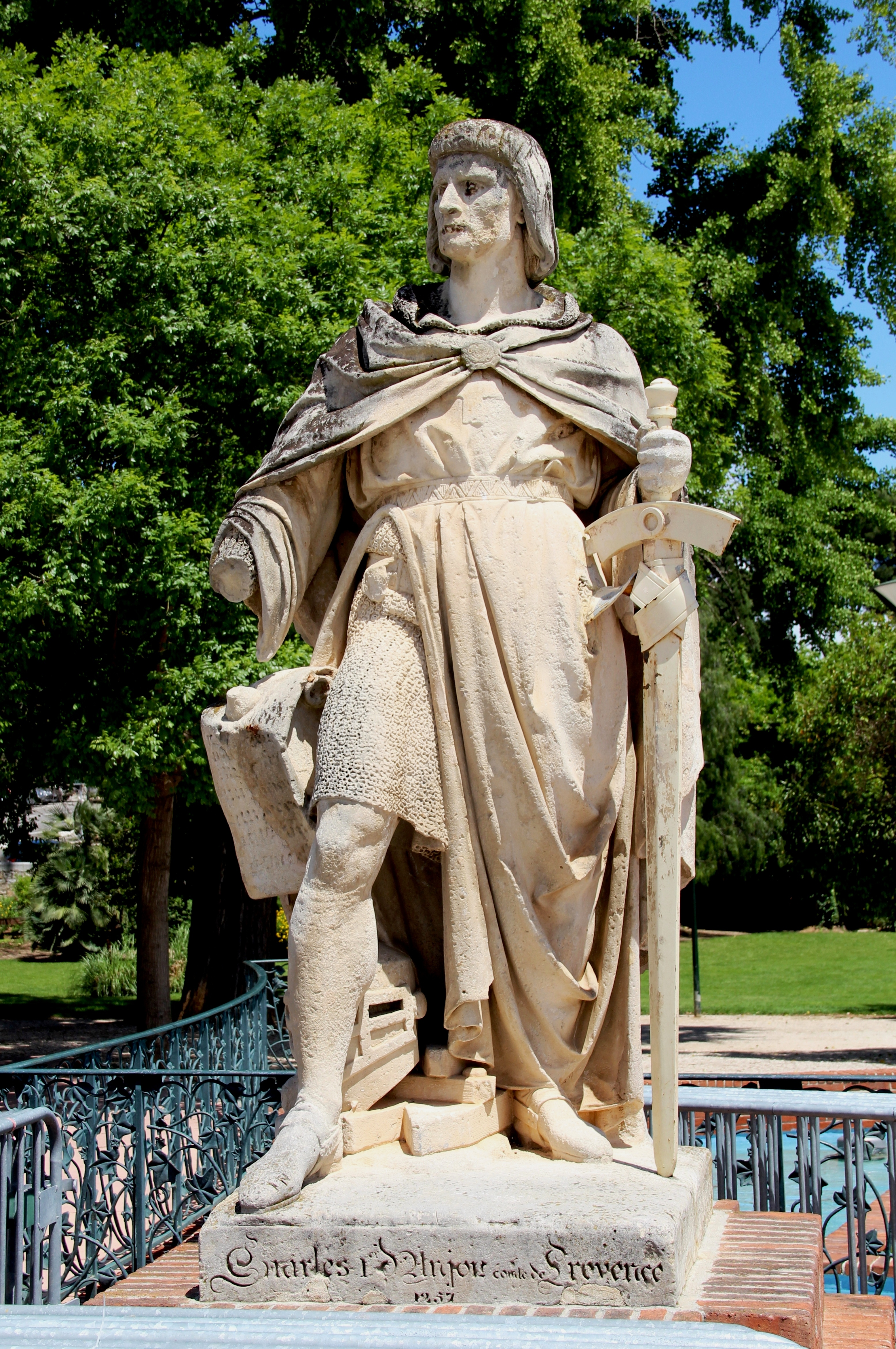
Charles Ier d'Anjou devient Comte de Provence en 1246.

Charles d'Anjou, frère de Louis IX dit Saint Louis, est devenu par son mariage avec Béatrix, fille et héritière de Raimond-Bérenger V, comte de Provence en 1246.
Les grandes villes de la région comme Arles, Avignon et Marseille, alors en plein essor économique, sont quasiment indépendantes et cherchent à conserver leur autonomie. Malgré la situation explosive du comté de Provence, Charles accepte l'invitation de son frère Louis IX à participer à la septième croisade en 1248. Après avoir été fait prisonnier en Égypte, il retourne dans le Comté en avril 1251 alors que les tensions ont continué de grimper pour reprendre la main sur les villes.
Il soumet Arles, puis Avignon la même année et change leur régime communal pour y instaure un viguier (vicarius) et deux juges qu'il désigne annuellement.

## Mise en place (1252-1257)
En août 1251, Charles d'Anjou assiège Marseille, obtient la soumission du chef de la rébellion, Barral des Baux, puis de la ville qui capitule en 1252.
À la différence d'Avignon et Arles, le souverain vainqueur laisse de plus grands avantages à Marseille. Elle conserve son propre vicarius (viguier) et surtout ses deux juges, toujours nommés par la communauté pour une année, même s’il est prévu que le comte nomme en plus un magistrat pour les appels des décisions des juges marseillais en matière civile.
Mais une nouvelle guerre éclate entre le comte et la ville et un traité définitif qui restreint davantage son autonomie juridictionnelle est signé en 1257. Les habitants conservent le droit de s'assembler, d'avoir des armes, d'élire certains officiers et de n'être taxés que de leur consentement. Néanmoins, Charles d'Anjou est institué « Seigneur de la ville » et instaure une domination relative sur la ville.

## Conséquences

### Relations entre la ville et le Comte
Le pouvoir municipal de la ville basse est partagé entre le viguier, désigné par le comte et chargé de la défense militaire, la justice et la finance ; et entre le gouvernement municipal, subordonné au viguier. La ville haute reste elle sous le contrôle de l'évêque depuis le partage de la ville de 1069.
Le comte se réserve également la nomination d’un juge du Palais et de deux juges des appellations, obligatoirement choisis en dehors de la communauté des habitants. Le Juge du Palais est compétent pour juger les affaires criminelles, interpréter les Statuts marseillais ainsi que pour régler des conflits relatifs au commerce et à la mer. En contrepartie, la commune conserve le privilège de non extrahendo, ce qui lui garantit qu’aucun de ses habitants ne pourra être appelé en justice hors sa ville.
Thierry Pécout définit la période qui suit les Chapitres de Paix comme celle d'une « domination consentie ». Globalement, la ville est soumise au Comte de Provence, mais les rapports de force évoluent entre la ville et les princes d'Anjou. Le 5 décembre 1288, Charles II prête serment et s'engage à respecter les libertés et privilèges de la ville. Pécout note que cette cérémonie, prévue par les Chapitres depuis 1257, « prend un relief particulier en raison de la position de faiblesse de Charles II qui venait de perdre la maîtrise de la Sicile au profit des Aragonais » à la suite des Vêpres siciliennes.
En 1348, sous la reine Jeanne, la ville est réunifiée et cette organisation s'étend à la ville haute et à partir du XIVe le transfert de responsabilité fiscale et militaire s'opère progressivement au profit de la municipalité.

### Sur le commerce et l'économie
Une loi oblige tous les capitaines de navires, vaisseaux et barques de porter, dans leurs voyages, sur l'un des mâts, un étendard aux armes de la ville.
Le contrôle du Juge du Palais sur les conflits relatifs au commerce et à la mer prend fin en 1474 avec la création du tribunal de commerce de Marseille.
Le traité restreint les importations sur le vin. La ville peut frapper monnaie mais la frappe du milliarés est surveillée. En compensation, la ville, qui conserve la liberté commerciale, obtient une détaxation et ne doit plus au comte la taxe du deuxième denier par lire.

### Sur le statut des Juifs

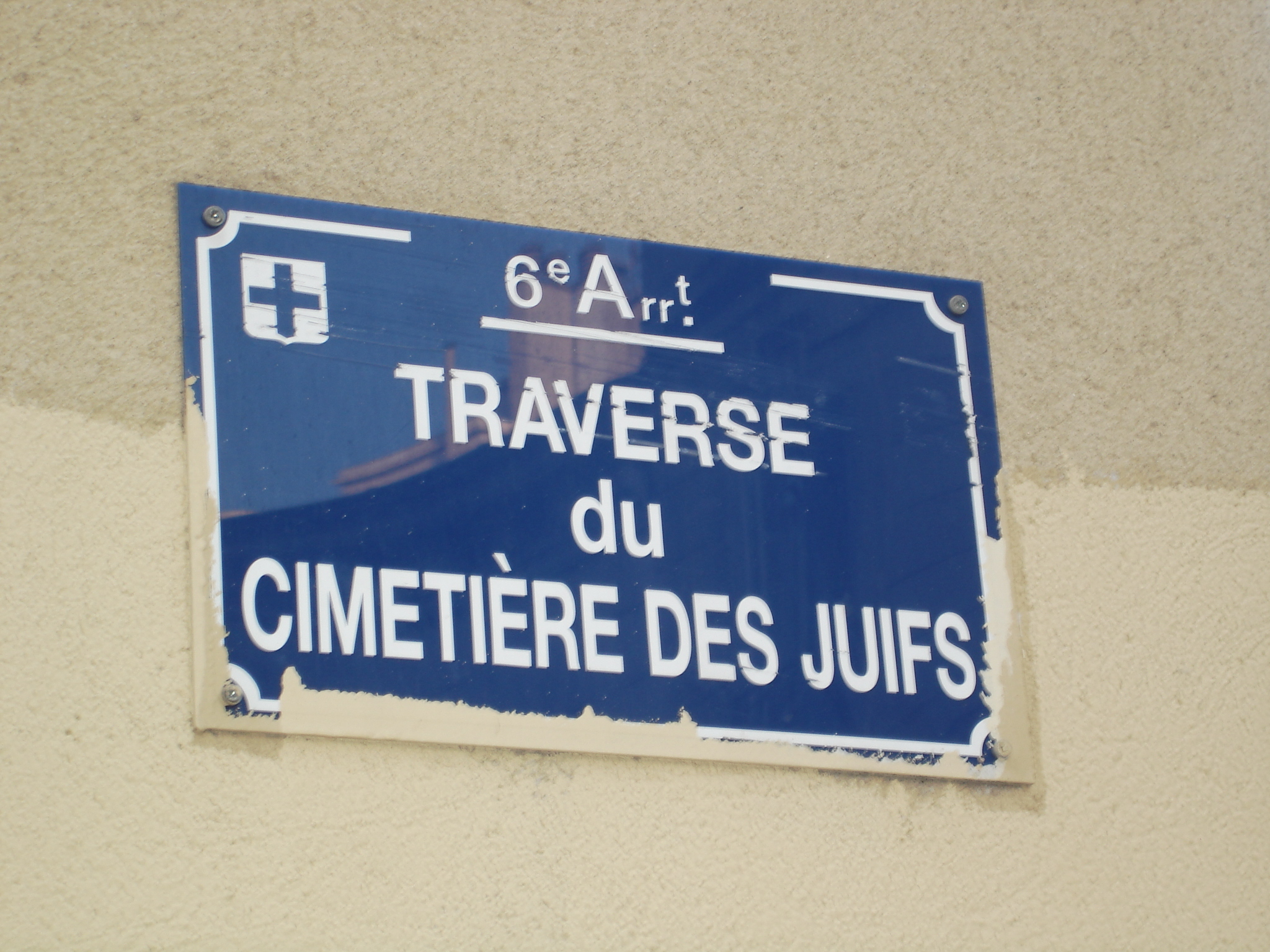
« Traverse du cimetière des Juifs », l'une des ruelles étroites de Marseille.

S'ils sont faits une nouvelle fois citoyens de la ville par les Statuts, les Juifs ne sont pas tout à fait égaux aux chrétiens. Quatre restrictions sont en effet prévues : l'interdiction de témoigner en justice contre un chrétien, celle d'embarquer à plus de quatre Juifs sur un navire (et de rejoindre Alexandrie), celle de travailler les dimanches et jours fériés chrétiens, et enfin l'obligation de porter un signe distinctif.
Mais en confrontant ces interdictions théoriques avec la réalité des documents de l'époque, on observe une réelle souplesse à l'égard des Juifs et ils sont loin d'être des citoyens de seconde zone. Les notables israélites, par l'intermédiaire de leurs amici chrétiens, ont même voix au Chapitre.
Enfin, des conflits opposent la commune au comte de Provence sur les statuts des Juifs. En 1381 par exemple, le Conseil de Marseille demande au viguier de supprimer l'obligation du port de la rouelle stigmatisante car elle porte atteinte à « l'antique liberté des juifs ».